# Olivella
Olivella – gmina w Hiszpanii, w prowincji Barcelona, w Katalonii, o powierzchni 38,81 km². W 2011 roku gmina liczyła 3678 mieszkańców.